# فهرست استانداران گلستان
این فهرست اسامی استانداران استان گلستان،  (از سال تشکیل استان در سال ۱۳۷۶ تاکنون) می‌باشد.

## فهرست
| ر. | نام                  | شروع             | پایان            | دولت    | رئیس دولت | م.     |
| -- | -------------------- | ---------------- | ---------------- | ------- | --------- | ------ |
| ۱  | سید ابراهیم درازگیسو | ۱۹ بهمن ۱۳۷۶     | ۱۳۷۹             | هفتم    | خاتمی     | [ ۱ ]  |
| ۲  | علی‌اصغر احمدی        | ۱۳۷۹             | ۱۵ بهمن ۱۳۸۰     | هفتم    | خاتمی     | [ ۲ ]  |
| –  | هادی پژوهش سرپرست    | ۱۵ بهمن ۱۳۸۰     | ۱۵ اردیبهشت ۱۳۸۱ | هشتم    | خاتمی     | [ ۳ ]  |
| ۳  | محمدهاشم مهیمنی      | ۱۵ اردیبهشت ۱۳۸۱ | ۱۵ آبان ۱۳۸۴     | هشتم    | خاتمی     | [ ۴ ]  |
| ۴  | علی‌محمد شاعری        | ۱۵ آبان ۱۳۸۴     | ۴ بهمن ۱۳۸۵      | نهم     | احمدی‌نژاد | [ ۵ ]  |
| –  | رضا انجم‌شعاع سرپرست  | ۴ بهمن ۱۳۸۵      | ۲ اردیبهشت ۱۳۸۶  | نهم     | احمدی‌نژاد | [ ۶ ]  |
| ۵  | یحیی محمودزاده       | ۲ اردیبهشت ۱۳۸۶  | ۲۴ آبان ۱۳۸۸     | نهم     | احمدی‌نژاد | [ ۷ ]  |
| ۶  | محمدجواد قناعت       | ۲۴ آبان ۱۳۸۸     | ۱۴ مهر ۱۳۹۲      | دهم     | احمدی‌نژاد | [ ۸ ]  |
| ۷  | حسن صادقلو           | ۱۴ مهر ۱۳۹۲      | ۱۹ مهر ۱۳۹۶      | یازدهم  | روحانی    | [ ۹ ]  |
| ۸  | سید مناف هاشمی       | ۱۹ مهر ۱۳۹۶      | ۳ فروردین ۱۳۹۸   | دوازدهم | روحانی    | [ ۱۰ ] |
| –  | میرمحمد غراوی سرپرست | ۳ فروردین ۱۳۹۸   | ۱۳۹۸             | دوازدهم | روحانی    | [ ۱۱ ] |
| ۹  | هادی حق‌شناس          | ۱۳۹۸             | ۲۸ مهر ۱۴۰۰      | دوازدهم | روحانی    | [ ۱۲ ] |
| ۱۰ | علی‌محمد زنگانه       | ۲۸ مهر ۱۴۰۰      | ۲۷ آبان ۱۴۰۳     | سیزدهم  | رئیسی     | [ ۱۳ ] |
| ۱۱ | علی‌اصغر طهماسبی      | ۲۷ آبان ۱۴۰۳     | متصدی            | چهاردهم | پزشکیان   | [ ۱۴ ] |